# Mortal Kombat: Legacy
Mortal Kombat: Legacy é uma série inspirada na franquia Mortal Kombat. Dirigida por Kevin Tancharoen, que em 2010 foi responsável pela produção do curta-metragem independente Mortal Kombat: Rebirth - cuja repercussão positiva acabou por lhe fazer ser contratado para a série - a série, cujos episódios são disponibilizados exclusivamente na internet, começou a ser lançada em 12 de abril de 2011.
A segunda temporada da série estreou em 26 de setembro de 2013. 

## Antecedentes e contexto
Mortal Kombat: Rebirth foi lançado inicialmente no YouTube, em 7 de junho de 2010, e recebido de forma confusa pela mídia. Diversos sites, incertos de sua procedência, especularam se o vídeo seria uma jogada de "marketing viral" para promover um filme ou um videogame baseado na franquia. Mesmo os atores envolvidos apresentavam declarações contraditórias: os representantes de White acreditavam que era uma propaganda para um próximo jogo Mortal Kombat, enquanto Jeri Ryan descreveu o vídeo como uma proposta para um vindouro filme.
Kevin Tancharoen, o diretor do curta-metragem, gastou cerca de US$ 7.500,00 para produzi-lo. Conhecido por produções com um apelo completamente diferente como o filme de dança You Got Served e o musical Fame, Tancharoen levou dois meses para produzir tudo. As filmagens ocorreram em abril de 2010 num período de dois dias, utilizando câmeras que haviam sido emprestadas. O ator Matt Mullins já conhecia o diretor, mas não havia tido uma oportunidade de trabalhar com ele. Poucos meses antes das filmagens Tancharoen ligou para ele, convidando-o para participar de um curta-metragem que ele estava planejando filmar. O roteiro foi enviado para Mullins que, impressionado com o texto e com a visão do diretor para a franquia, aceitou participar como Johnny Cage.

## Elenco

### Primeira Temporada
- Michael Jai White como Jax
- Jeri Ryan como Sonya Blade
- Darren Shahlavi como Kano
- Tahmoh Penikett como Kurtis Stryker
- Matt Mullins como Johnny Cage
- Ed Boon como Ed Goodman
- Samantha Jo como Kitana
- Jolene Tran como Mileena
- Beatrice Iig como Sindel
- Aleks Paunovic como Shao Kahn
- Johnson Phan como Shang Tsung
- Fraser Aitcheson como Baraka
- Kirby Morrow como Jerrod
- Ryan Robbins como Raiden
- Ian Anthony Dale como Scorpion
- Kevan Ohtsji como Sub Zero (Bi Han)
- Michael Rogers como Quan Chi
- Shane Warren Jones como Cyrax
- Peter Shinkoda como Sektor

### Segunda Temporada
- Brian Tee como Liu Kang
- Mark Dacascos como Kung Lao
- David Lee McInnis como Raiden
- Daniel Southworth como Kenshi
- Kim Do Nguyen como Ermac
- Casper Van Dien como Johnny Cage
- Eric Jacobus como Kurtis Stryker
- Samantha Jo como Kitana
- Michelle Lee como Mileena
- Ian Anthony Dale como Scorpion
- Eric Steinberg como Sub Zero (Bi Han)
- Harry Shum Jr. como Sub Zero (Kuai Liang)
- Cary-Hiroyuki Tagawa como Shang Tsung

## Produção
Ainda em junho, Tancharoen declarou em entrevista quais eram seus planos para a franquia caso a proposta oferecida pelo curta-metragem fosse aceita. No início de janeiro do ano seguinte, vários sites começaram a anunciar que a Warner Bros. começaria a produzir uma "websérie" oficial de dez episódios, a partir do universo criado pelo curta. Em 23 de janeiro, os rumores se mostraram verdadeiros quando a empresa anunciou oficialmente a produção. As gravações tiveram início em fevereiro no Canadá com o retorno de Michael Jai White, Ian Anthony Dale, Jeri Ryan e de Larnell Stovall.
Detalhes sobre o enredo da série, se a mesma se situaria no mesmo universo que o curta-metragem ou ainda se teria a mesma abordagem realista e censura elevada eram até então desconhecidos, assim como a forma em que seriam disponibilizados os episódios, se gratuitamente, ou através de venda direta. A Warner anunciou apenas que a série seria "uma antologia de múltiplos curta-metragens com atores reais, fornecendo uma abordagem nunca antes vista dos personagens que figuram no vindouro novo videogame assim como no universo do jogo" para promover o lançamento do jogo Mortal Kombat 9, previsto para ser disponibilizado em 19 de abril de 2011.
Mike Sharkey, do site GameSpy, entendendo que os curtas abordariam as origens dos personagens, mostrou-se relativamente decepcionado com o anúncio. Embora visse Michael Jai White como "perfeito" para o papel de Jax, preferia que "a Warner tivesse deixado Tancharoen manter a premissa na qual estava trabalhando". Em fevereiro de 2011, Tancharoen disponibilizou através de sua conta no Twitter imagens das filmagens. Naquela oportunidade, o site "Omelete" afirmou que o lançamento da série era esperado para coincidir com o de Mortal Kombat 9. Em abril, a série foi oficialmente anunciada, recebendo o título de Mortal Kombat: Legacy e tendo sua estreia confirmada para 12 de abril de 2011.
Ao anunciar o lançamento do primeiro episódio na data prevista, o site português tvPRIME anunciaria que a série teria não dez, mas nove episódios.
O ator Casper Van Dien que interpreta Johnny Cage publicou em seu Twitter que estava treinando para uma terceira temporada de Mortal Kombat Legacy.

## Episódios
| Temporada | Temporada | Episódios | Exibição original                               |
| --------- | --------- | --------- | ----------------------------------------------- |
|           | 1         | 9         | 11 de abril de 2011 - 6 de junho de 2011        |
|           | 2         | 10        | 26 de setembro de 2013 - 26 de setembro de 2013 |